# Marysin (Wołomin)
Pour les articles homonymes, voir Marysin.

Marysin (prononciation : [maˈrɨɕin]) est un village polonais de la gmina de Strachówka dans le powiat de Wołomin de la voïvodie de Mazovie dans le centre-est de la Pologne.
Il se situe à environ 5 kilomètres à l'est de Strachówka (siège de la gmina), 34 kilomètres à l'est de Wołomin (siège du powiat) et à 54 kilomètres au nord-est de Varsovie (capitale de la Pologne).

## Histoire
De 1975 à 1998, le village appartenait administrativement à la voïvodie de Siedlce.